# پارک‌سیتی (ایلینوی)
پارک‌سیتی، ایلینوی (به انگلیسی: Park City, Illinois) یک شهر در ایالات متحده آمریکا با جمعیت ۷٬۵۷۰ نفر است که در ایلی‌نوی واقع شده‌است.

## موقعیت جغرافیایی
موقعیت جغرافیایی شهرها و مناطق اطراف به شرح زیر است: